# Day of the Fight (2023)
Day of the Fight ist ein Filmdrama und das Regiedebüt des Schauspielers Jack Huston. In dem Film spielt Michael Pitt einen Boxer, der zehn Jahre lang nicht mehr im Ring stand und sich mit seinem Trainer auf sein Comeback vorbereitet hat, an diesem Tag aber noch einmal Freunde und Familienmitglieder besucht, weil er nicht weiß, ob er den Kampf überleben wird. Die Premiere von Day of the Fight fand Anfang September 2023 bei den Internationalen Filmfestspielen in Venedig statt. Mitte November 2024 kam der Film in die US-Kinos.

## Handlung
Seit zehn Jahren stand der von allen nur „Irish“ genannte Boxer Mickey nicht mehr im Ring, denn eigentlich hat ihm sein Arzt den Sport wegen eines Aneurysmas in seinem Kopf strengstens verboten. Am heutigen Abend jedoch wird der frühere Weltmeister sein Comeback feiern, direkt mit einem Titelkampf im Maddison Square Garden. Es ist Mickeys erster Kampf seit seiner Entlassung aus dem Gefängnis. Zuvor will er in seinem Heimatviertel Brooklyn noch einige Dinge erledigen.
Mickey besorgt sich bei einem väterlichen Freund Geld, setzt dieses bei einem Buchmacher alles auf seinen Sieg, besucht seinen besten Freund aus Schulzeiten, der inzwischen Priester geworden ist, und spricht nach vielen Jahren erstmals wieder mit seiner Ex-Frau, der er mit dem möglichen, gewonnenen Geld etwas finanzielle Sicherheit geben will.

## Produktion

### Regie, Drehbuch und Filmtitel

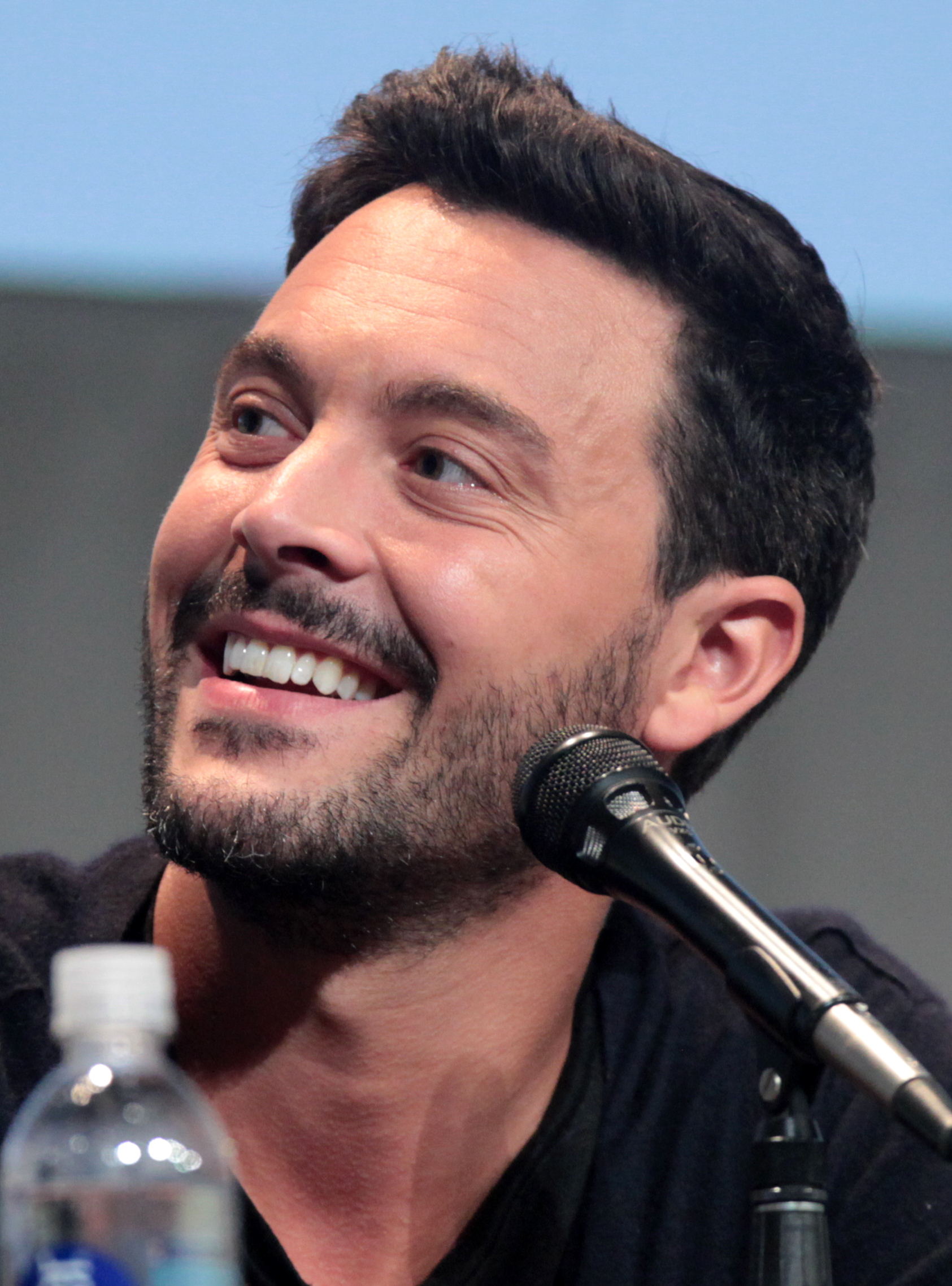
Day of the Fight ist das Regiedebüt von Jack Huston

Bei Day of the Fight handelt es sich um das Regiedebüt des Schauspielers Jack Huston, der auch das Drehbuch schrieb. Der Brite ist vor allem für seine Rollen in den Filmen American Hustle und Ben Hur und in der Fernsehserie Boardwalk Empire bekannt.
Der Titel Day of the Fight lehnt sich an den gleichnamigen Dokumentar-Kurzfilm von Regisseur Stanley Kubrick aus dem Jahr 1951 an, der den irischen Mittelgewichtsboxer Walter Cartier und dessen Zwillingsbruder Vincent bei der Vorbereitung auf einen Kampf gegen Bobby James begleitet. Dieser Film inspirierte Huston zu dem Drehbuch. Sein Großvater John Huston war selbst Boxer und drehte 20 Jahre später als Regisseur das Boxerdrama Fat City mit Jeff Bridges und Stacy Keach in den Hauptrollen.

### Besetzung, Dreharbeiten und Filmschnitt
Michael Pitt ist in der Rolle des Boxers Mickey zu sehen. Er ist besonders durch seine Rollen in den Filmen Die Träumer, Funny Games und 7 Psychos bekannt. Nicolette Robinson spielt seine Ex-Frau, Ron Perlman seinen Trainer Stevie und Joe Pesci Mickeys demenzkranken Vater. Pesci und der Regisseur standen bereits für den Film The Irishman von Martin Scorsese gemeinsam vor der Kamera. Pesci war in dem Film in einer der Hauptrollen als der Mafiaboss Rosario „Russell“ Alberto Bufalino zu sehen, während Huston den Generalstaatsanwalt Robert F. „Bobby“ Kennedy spielte. Pesci ist zudem einer der Produzenten des Films und tritt als Sänger des Titelsongs in Erscheinung. In weiteren Rollen sind Steve Buscemi als Mickeys Onkel Colm, John Magaro, Anatol Yusef und Kaili Vernoff zu sehen.
Die Dreharbeiten fanden von Dezember 2022 bis Juni 2023 in New York und New Jersey statt. Kameramann Peter Simonite war zuletzt für den Thriller  The Perfect Guy, den Mystery-Thriller Voice from the Stone – Ruf aus dem Jenseits und das Filmdrama Frybread Face and Me tätig.
Filmeditor Joe Klotz war in der Vergangenheit für Filme wie The Yellow Birds, in dem Huston in einer Hauptrolle zu sehen war, den Kriminalfilm Motherless Brooklyn und den Liebesfilm Die statistische Wahrscheinlichkeit von Liebe auf den ersten Blick tätig.

### Marketing und Veröffentlichung
Die Premiere von Day of the Fight erfolgte am 5. September 2023 bei den Internationalen Filmfestspielen von Venedig, wo der Film in der Sektion Orizzonti Extra gezeigt wurde. Am 5. Oktober 2023 eröffnete er das Mill Valley Film Festival. Hiernach wurde er beim Savannah Film Festival gezeigt. Seine Deutschlandpremiere feierte er im November 2023 beim Filmfestival Mannheim-Heidelberg, wo er als Eröffnungsfilm gezeigt wurde. Der erste Trailer wurde im August 2024 vorgestellt. Am 15. November 2024 kam der Film in ausgewählte US-Kinos.

## Rezeption

### Kritiken
Von den bei Rotten Tomatoes aufgeführten Kritiken sind 80 Prozent positiv.
Björn Becher schreibt in seiner Kritik bei Filmstarts, Jack Huston gelinge es von Anfang eine ganz besondere Atmosphäre zu erschaffen, wenn Mickey durch die Straßen eines eher trostlosen New Yorks Ende der Achtziger läuft und diese Gemeinschaft von Menschen zelebriert, deren Leben nicht immer die richtige Abbiegung genommen hat, die aber dennoch zusammenstehen und sich nicht übers Ohr hauen. Auch wenn ihm mit Day of the Fight kein Klassiker des Boxkinos gelinge, wie einst seinem Großvater John Huston mit Fat City oder Martin Scorsese mit Wie ein wilder Stier, sei das melancholische Schwarz-Weiß-Drama dennoch eine sehenswerte, weil wunderbar tragisch-optimistische und in den besten Momenten herzerwärmende Geschichte.

### Auszeichnungen

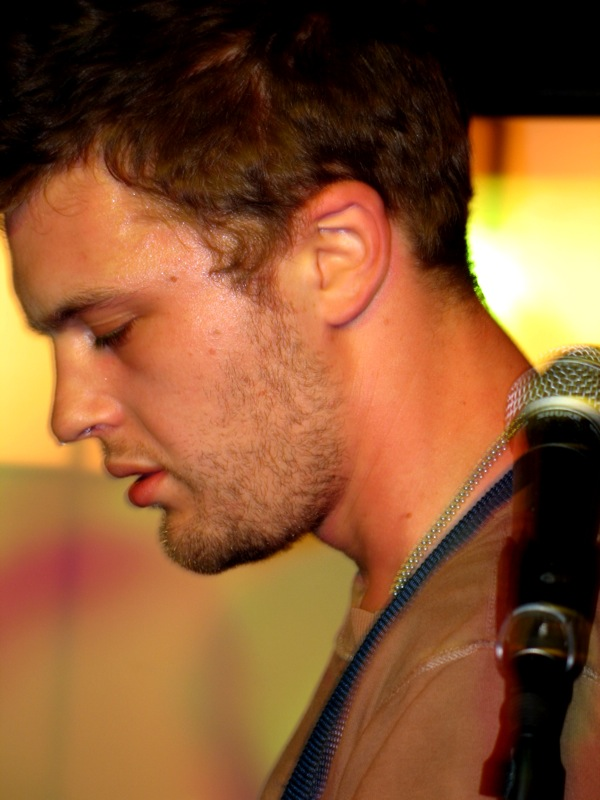
Michael Pitt spielt den Boxer Mickey

Internationale Filmfestspiele von Venedig 2023
- Nominierung für den Publikumspreis in der Sektion Orizzonti Extra (Jack Huston)

Raindance Film Festival 2023
- Nominierung für die Beste Regie (Jack Huston)
- Auszeichnung als Bester Darsteller (Michael Pitt)[10]

Savannah Film Festival 2023
- Auszeichnung mit dem Rising Star Director Award (Jack Huston)[11]

Virginia Film Festival 2024
- Auszeichnung für das Beste Drehbuch (Jack Huston)[12]